# 14P/Wolf
14P/Wolf, chiamata anche cometa Wolf, è una cometa periodica del Sistema solare, appartenente alla famiglia delle comete gioviane. Fu scoperta il 17 settembre 1884 dall'astronomo tedesco Max Wolf dall'Osservatorio di Heidelberg ed indipendentemente da Ralph Copeland, il 23 settembre, dal Dun Echt Observatory, ad Aberdeen, in Scozia.
Incontri ciclici con Giove hanno determinato e determineranno in futuro variazioni dell'orbita della cometa.
L'orbita seguita al momento della scoperta era diversa da quella attuale. Allora la cometa raggiungeva una distanza perielica di 2,74 UA e possedeva un periodo orbitale di 8,84 anni. Tra il 27 settembre 1922, quando la cometa è transitata a 0,125 UA da Giove, ed il 13 agosto 2005, la cometa ha percorso un'orbita avente il perielio a 2,43 UA e il periodo orbitale di 8,28 anni. L'incontro con Giove del 2005 l'ha spostata sull'orbita attuale. Il prossimo incontro con il gigante gassoso, previsto per il 10 marzo 2041, riporterà la cometa su un'orbita avente parametri simili a quella del periodo compreso tra il 1925 ed il 2000.
È possibile trovare alcune coincidenze tra lo sciame meteorico α-Capricornidi e le comete Wolf e 206P/Barnard-Boattini. Entrambe le comete seguivano, prima del 1922, orbite tanto simili che il nucleo della cometa Barnard-Boattini è ritenuto un frammento di quello della cometa Wolf, separatosi prima del 1892.